# Чадуэлл-Хит
Чадуэлл-Хит (англ. Chadwell Heath) — район в восточной части Лондона (Англия). Он расположен на границе лондонских боро Баркинг и Дагенем и Редбридж, примерно в 2 милях (3,2 км) к западу от Ромфорда, в 4 милях (6,4 км) к востоку от Илфорда и в 12 милях (19 км) к северу-востоку от Чаринг-Кросс. Население на 2011 год составляло 24 278 человек.
Название впервые было использовано в XVII веке для обозначения поселения в приходе Дагенхэм в Эссексе, которое позже поглотило соседнюю деревню Чадуэлл-Стрит в приходе Баркинг (позже Илфорд). Железнодорожная станция Чадуэлл-Хит на Грейт-Истерн-Майн была открыта в 1864 году и соединяла этот район с центром Лондона. После Первой мировой войны Чадуэлл-Хит превратился в жилой пригород и стал северной границей поместья Беконтри, что привело к увеличению плотности населения. В 1965 году Чадуэлл-Хит стал частью Большого Лондона.
В этом районе находится средняя школа Chadwell Heath Academy. Это была последняя резиденция Евы Харт, выжившей на «Титанике», и местный паб назван в её честь.

## Известные жители
- Мэри Уолстонкрафт (1759—1797) — британская писательница и философ XVIII века.
- Ева Мириам Харт (1905—1996) — одна из выживших пассажирок океанского лайнера «Титаник», который затонул 15 апреля 1912 года в Атлантическом океане.
- Мишель Докери (род. в 1981) — британская актриса и певица, получившая известность после выхода сериала «Аббатство Даунтон», в котором исполнила одну из главных ролей.
- Риан Брустер (род. в 2000) — английский футболист, победитель Лиги чемпионов УЕФА 2018/2019 годов.
- Джеки Оливер (род. в 1942) — британский автогонщик, наиболее известен как сооснователь автогоночной команды Arrows.
- Джим Питерс (1918—1999) — британский легкоатлет-марафонец, четырёхкратный мировой рекордсмен.